# Millie Cheater
Millie Cheater, född 20 november 1927, död 20 januari 2003, var en friidrottare från Kanada. Hon deltog vid olympiska sommarspelen 1948.